# Terencjusz (imię)
Terencjusz, Terencjan – imię męskie pochodzenia rzymskiego, powstałe z rzymskiego nazwiska rodowego Terentius (o nieznanym znaczeniu). Jego żeńską formą jest Terencja. Wśród patronów – św. Terencjusz, wspominany razem ze św. Afrykanem i Pompejuszem.
W staropolskich tekstach wystąpiło raz w 1428 jako Terentius, a potem pojawiało się niekiedy na początku XX wieku. W styczniu 2024 w rejestrze PESEL było 7 mężczyzn o imieniu Terencjusz nadanym jako imię pierwsze.
Terencjusz imieniny obchodzi 23 kwietnia i 24 września. 
W innych językach:
- angielski – Terence, Terry
- czeski – Terenc
- estoński – Teresk
- fiński – Tero
- ukraiński – Terentij
- włoski – Terenzio.

## Osoby o tym imieniu
- Terencjusz – rzymski komediopisarz
- Terentius Maximus – pretendent do tronu rzymskiego, podający się za cudownie ocalałego cesarza Nerona
- Terry Pratchett – pisarz
- Terence Tao – matematyk
- Terrence Trammell – sportowiec
- Marek Terencjusz Warron (przyp. 116 p.n.e. – 27 p.n.e.) – uczony i pisarz rzymski
- Terry Jones – brytyjski aktor komediowy, reżyser, członek grupy Monty Python, pisarz.
- Terry Gilliam – amerykańsko-brytyjski scenarzysta, reżyser filmowy, animator, aktor, członek zespołu komediowego Monty Python

Postaci fikcyjne: 
- Terrence Steadman – fikcyjna postać amerykańskiego serialu telewizyjnego Skazany na śmierć.